# ادوارد بائر
ادوارد بائر (به فرانسوی: Édouard Baer) هنرپیشه فرانسوی و متولد ۱ دسامبر ۱۹۶۶ است. از فیلم‌های معروف او می‌توان به آستریکس و اوبلیکس: خدا حافظ خاک بریتانیا، لیدی جی، خدا بزرگ است و من نه و در شب باز است اشاره کرد.